# Samsung Galaxy A9 (2016)
Samsung Galaxy A9 (2016) — Android-смартфон среднего класса производства компании Samsung Electronics, выпущенный в январе 2016 года . вместе с Samsung Galaxy A3 (2016), Samsung Galaxy A5 (2016) и Samsung Galaxy A7 (2016) под управлением Android 5.1.1 Lollipop.
Телефон не продается на Тайване.

## Технические характеристики

### Оборудование
Galaxy A9 - это смартфон, размером 151 x 76,2 x 6,3 миллиметра и весом 141 грамм..
Устройство оснащено GSM, HSPA, LTE, двух диапазонным Wi-Fi 802.11 a/b/g/n с поддержкой Wi-Fi Direct, Bluetooth 4.1 с A2DP, EDR и LE, GPS с A-GPS, ГЛОНАСС и BDS (только на некоторых рынках), NFC, FM-радио и ANT+. Он оснащен портом microUSB 2.0 и входом для 3,5-мм аудиоразъема.
Galaxy A9 оснащен емкостным сенсорным Super AMOLED экраном с диагональю 5,7 дюйма с соотношением сторон 16:9 и разрешением Full HD 1080 x 1920 пикселей (плотность 386 пикселей на дюйм), защищенным стеклом Corning Gorilla Glass 4. Боковая рамка выполнена из алюминия, а задняя - из пластика. Литий-ионный аккумулятор емкостью 3050 мАч не является съемным.
Смартфон работает на базе процессора Qualcomm Snapdragon 652 SoC, состоящего из 4 ядер ARM Cortex-A72 и 4 ядер ARM Cortex-A53, графического процессора Adreno 510. Внутренняя память типа eMMC 4.5 составляет 32 Гб, а оперативная память - 3 Гб.
Задняя камера имеет 16-мегапиксельный CMOS-датчик, оснащена автофокусом, режимом HDR и светодиодной вспышкой, способна записывать видео в максимальном разрешении Full HD при 30 кадрах в секунду, в то время как фронтальная камера имеет разрешение 5 мегапикселей .

### Программное обеспечение
Операционная система - Android 5.1.1 Lollipop с возможностью обновления максимум до версии 6.0.1 Marshmallow .
Он оснащен пользовательским интерфейсом TouchWiz.
Последние доступные исправления безопасности датируются августом 2017 года..

## Варианты
Galaxy A9 (2016) Duos - это версия модели A9 (2016) с двумя SIM-картами..

### A9 Pro
В мае 2016 года была выпущена улучшенная версия Galaxy A9 (2016) под названием Galaxy A9 Pro (2016)..
Он отличается от A9 в основном тем, что имеет 4 ГБ оперативной памяти вместо 3, 16-мегапиксельную заднюю камеру вместо 13, увеличенный до 5000 мАч аккумулятор, Bluetooth версии 4.2 вместо 4.1, поддержку Samsung Pay и Android Marshmallow в стандартной комплектации с возможностью обновления до версии 8.0 Oreo с интерфейсом Samsung Experience 9.0.
A9 Pro также продавался в версии Duos с двумя SIM-картами..